# General Electric F414
General Electric F414 är en amerikansk dubbelströms jetmotor med efterbrännkammare i dragkraftsklassen 98 kN (22 000 pund) tillverkad av GE Aerospace (tidigare GE Aviation). F414 härstammar från GE:s jetmotor F404, förstorad och förbättrad med ca 35 % mer dragkraft för användning i Boeing F/A-18E/F Super Hornet. Motorn utvecklades från jetmotorn F412 utan efterbrännkammare planerad för A-12 Avenger II, innan den avbröts.

## Bakgrund och utveckling
GE utvecklade jetmotorn F404 till F412-GE-400 utan efterbrännkammare för McDonnell Douglas A-12 Avenger II. Efter att A-12 avbröts riktades forskningen till en motor för F/A-18E/F Super Hornet. GE presenterade framgångsrikt F414 som ett lågriskalternativ av F404, snarare än en ny motor med större risker för komplikationer under tester. F414-motorn var ursprungligen tänkt att inte använda några material eller processer som inte användes i F404, och designades för att passa i samma utrymme som F404.

## Varianter
F414-GE-400

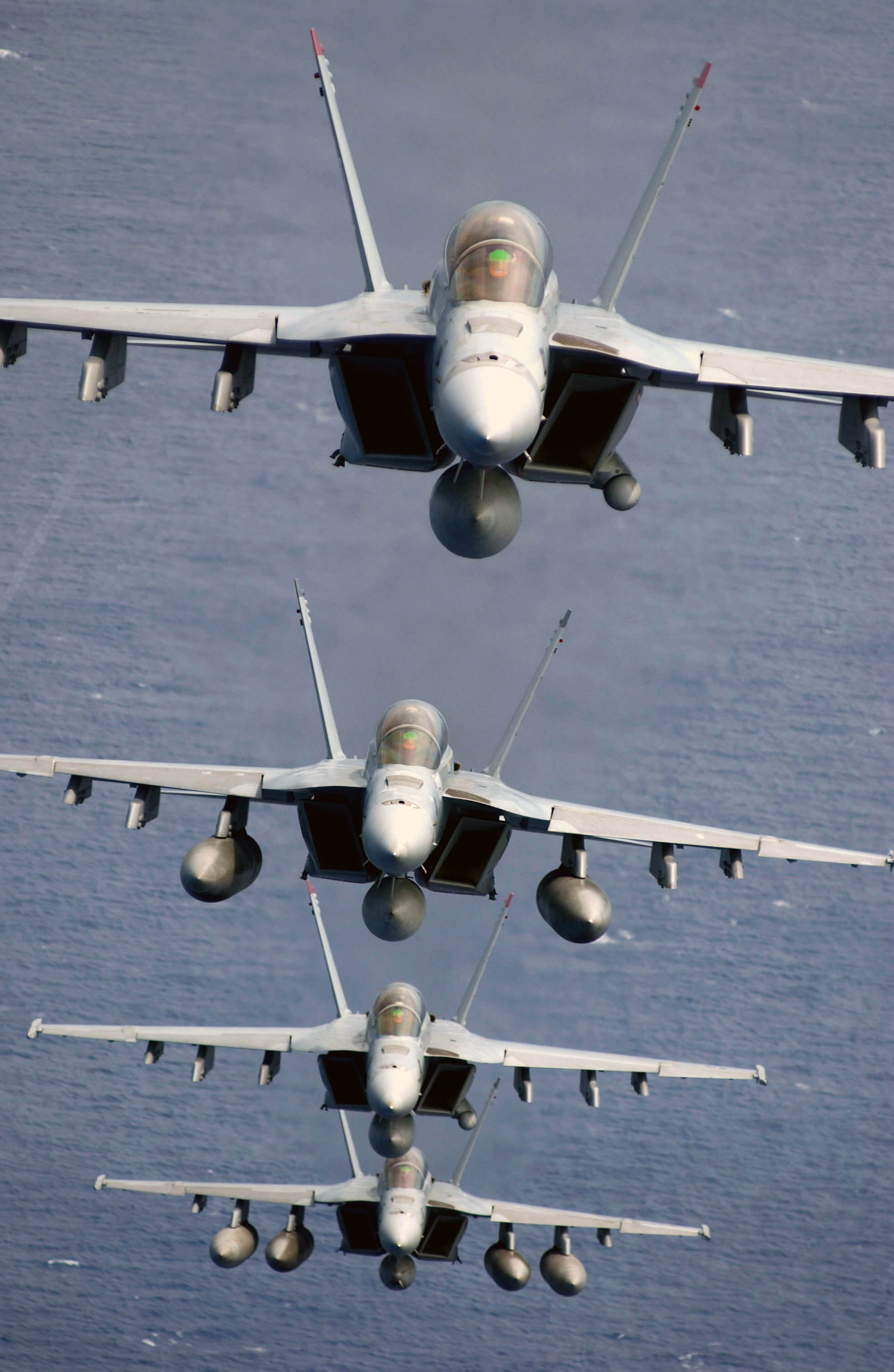
F/A-18 Super Hornets, med F414-GE-400.

Variant i Boeing F/A-18E/F Super Hornet.
F414-EDE
"Enhanced Durability Engine" eller "EDE".
F414-EPE
"Enhanced Performance Engine" eller "EPE".
F414M
Används i EADS Mako/HEAT.
F414-G
Byggd för demoversionen av Saab JAS 39 Gripen.
F414BJ
Föreslagen variant i Dassault Falcon SSBJ.
F414-GE-INS6
Indiens Aeronautical Development Agency (ADA) valde F414-GE-INS6 till sina HAL Tejas Mark 2 i det indiska flygvapnet (IAF).
F414-GE-39E (GE RM16)
Variant i Saab JAS-39E/F Gripen med benämningen RM16 i Sverige. I oktober 2022 meddelar GKN Aerospace i Trollhättan att motorn körs i deras provriggar.
F414-GE-400K
Variant av F414-GE-400 tillverkad i Sydkorea tillsammans med Hanwha Aerospace till KAI KF-21 Boramae.
F414-GE-100
Specialtillverkad variant i NASAs X-59 Quiet SuperSonic Technology X-plan.

## Användare
Åtta länder använder eller har beställt jetmotorn.
- Boeing EA-18G Growler
- Boeing F/A-18E/F Super Hornet
- EADS Mako/HEAT
- HAL Tejas Mk2
- HAL TEDBF
- HAL AMCA
- KAI KF-21 Boramae
- Lockheed Martin X-59 QueSST
- Saab JAS 39E/F Gripen